# Teologický konvikt Berlín
Teologický konvikt (dříve „Jazykový konvikt“, něm. Sprachenkonvikt) je berlínská studentská kolej, jejímž provozovatelem je Evangelická církev Berlína, Brandenburku a Slezské Horní Lužice.
Nachází se v Berlíně Střed (Berlin Mitte) v bezprostředním sousedství kostela Golgatha, jenž náleží evangelickému sboru Sophien Berlín (Borsigstraße 5). V prostorách konviktu se nachází také Evangelické studentské společenství Berlín (Evangelische Studierendengemeinde, ESG).
Farář Johannes Burckhardt zde v roce 1894 založil první evangelickou nádražní misii v Německu.
„Konvikt“, jak je svými obyvateli nazýván, má proměnlivou minulost s nepodcenitelným významem pro německou evangelickou církev a vzdělávání jejích farářů v dobách NDR. Konvikt byl jakožto svobodný myšlenkový prostor důležitý pro přípravu pokojné revoluce na podzim roku 1989 (Wende).
Vedle jiných žili v konviktu teologové Christoph Demke, Eberhard Jüngel a Richard Schröder.
Bezplatná trvalá výstava ve Velkém sále konviktu informuje od roku 2003 o dějinách Borsigstraße 5 a konviktu.